# Phyllotrichum
Phyllotrichum é um género botânico pertencente à família Sapindaceae.
1. ↑  «Phyllotrichum — World Flora Online». www.worldfloraonline.org. Consultado em 19 de agosto de 2020